# Román női vízilabda-válogatott
A román női vízilabda-válogatott Románia nemzeti válogatottja, melyet a Román Vízilabda-szövetség irányít.
A román csapat 2024-ig mindössze két alkalommal kvalifikált komolyabb tornára, a spliti Európa-bajnokságon 11. helyezést ért el.

## Eredmények

### Európa-bajnokság
- 2022 – 11. hely
- 2024 – 14. hely